# فرانچسکو فونته
فرانچسکو فونته (انگلیسی: Francesco Fonte؛ زادهٔ ۸ اکتبر ۱۹۶۵) بازیکن فوتبال اهل ایتالیا است.
از باشگاه‌هایی که در آن بازی کرده‌است می‌توان به باشگاه ورزشی لاتزیو، باشگاه فوتبال فوجا، باشگاه فوتبال باری، باشگاه فوتبال بنونتو، و باشگاه فوتبال آولینو اشاره کرد.